# Castelul Buda
Castelul Buda (în maghiară Budai Vár) este un castel istoric al regilor ungari din Budapesta, Ungaria. În trecut a fost denumit și Palatul Regal (Király-Palota) și Castelul Regal (Királyi Vár).
Castelul a fost construit în secolul al XIV-lea pe marginea de sud a dealului aproximativ în locul unde se află astăzi, în apropiere de Sectorul Castelului (Várkerület), care este faimos pentru casele și edificiile publice medievale, baroce din secolul al XIX-lea. Este important de reținut că trăsăturile arhitecturale actuale sunt complet diferite de cele originale, din cauza nenumăratelor restaurări și a remodelărilor efectuate ca urmare a numeroaselor lupte de-a lungul secolelor. Castelul Buda este înscris în Patrimoniul Mondial UNESCO al Budapestei, proclamat în 1987.

## Istoric

### Creșterea importanței Budei
Demult, în locul unde se află astăzi orașul Budapesta a existat așezarea romană cunoscută sub numele de Aquincum. În jurul său au început să apară numeroase alte așezări, care au fost distruse înainte de sosirea hunilor, avarilor și, mai târziu, în 985, a maghiarilor. Nu se cunoaște cu certitudine locul precis, dar după sosirea maghiarilor în Câmpia Panonică, a fost fondată așezarea Buda în apropiere de dealul Kelenföld, pe malul Dunării.

În momentul creștinării ungurilor, care a avut loc la aproape un secol mai târziu, în anul 1000, orașul regal în care se afla curtea regală a fost Esztergom, locul de naștere al primului rege ungur Ștefan I. Cu toate acestea, la scurt timp după moartea sa, curtea regală a fost mutată în orașul Székesfehérvár, care fusese fondat în 972 de Marele Prinț Géza al Ungariei, tatăl lui Ștefan I.

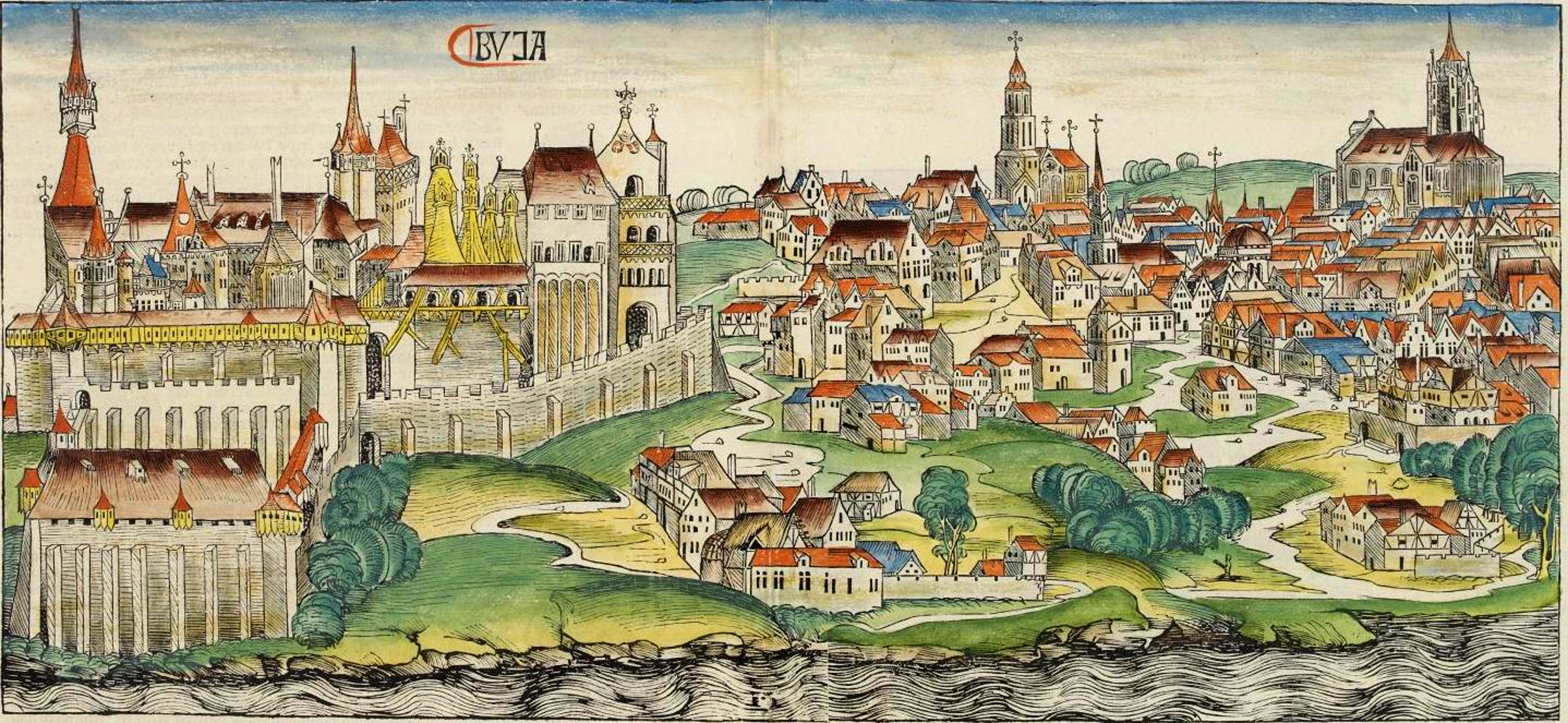
Imaginea Castelului Buda în Croncia de la Nuremberg de la sfârșitul secolului al XV-lea.

La mijlocul secolului al XIII-lea, după invazia tătarilor din 1241, regele Béla al IV-lea al Ungariei a început un proces de reconstrucție a tuturor cetăților, consolidându-le cu ziduri de piatră și poruncind construirea a aproape o sută de castele noi. Astfel, el a ordonat în 1244 construirea unei fortărețe în Óbuda, într-o poziție apropiată de cea existentă la acel moment, care în curând a început să fie populată rapid de mulți oameni.
Începând de atunci, următorii regi maghiari au petrecut mult timp împreună cu curtea lor în această nouă fortăreață, fără a pierde legătura cu Székesfehérvár. Regele Andrei al III-lea al Ungariei a emis documente regale și și-a stabilit reședința permanentă în cetatea Óbuda, unde a murit în 1301. Astfel, importanța strategică, comercială și politică a Budei a continuat să crească până în timpul perioadei de interregnum de aproape șapte ani după moartea lui Andrei al III-lea, când toți pretendenții la tron s-au luptat pentru ocuparea acestui oraș, împreună cu Esztergom și Székesfehérvár.
Pretendentul Carol Robert de Anjou-Sicilia s-a impus ca rege al Ungariei, iar încoronarea lui a avut loc la 27 august 1310 în Széfeshérvár. După acest eveniment, Buda a devenit reședința oficială a regelui maghiar și a curții sale

### Buda, sediu al curții regale
În următoarele decenii, Carol Robert și apoi, după moartea sa, regele Ludovic I al Ungariei au extins în mod semnificativ castelul Buda. În acest oraș au avut loc întâlniri regale, întreceri sportive și turniruri medievale, întâlniri diplomatice și de aici a fost condus Regatul Ungariei, precum și toate statele vasale din Balcani și Bazinul Carpatic. Gradul de lux al castelului din Buda a sporit progresiv și în secolele XIV-XV, în timpul domniei lui Sigismund de Luxemburg, au fost realizate cele mai semnificative refaceri, fiind aduse materiale de construcții din Austria și Boemia.

### Renașterea și ocupația otomană

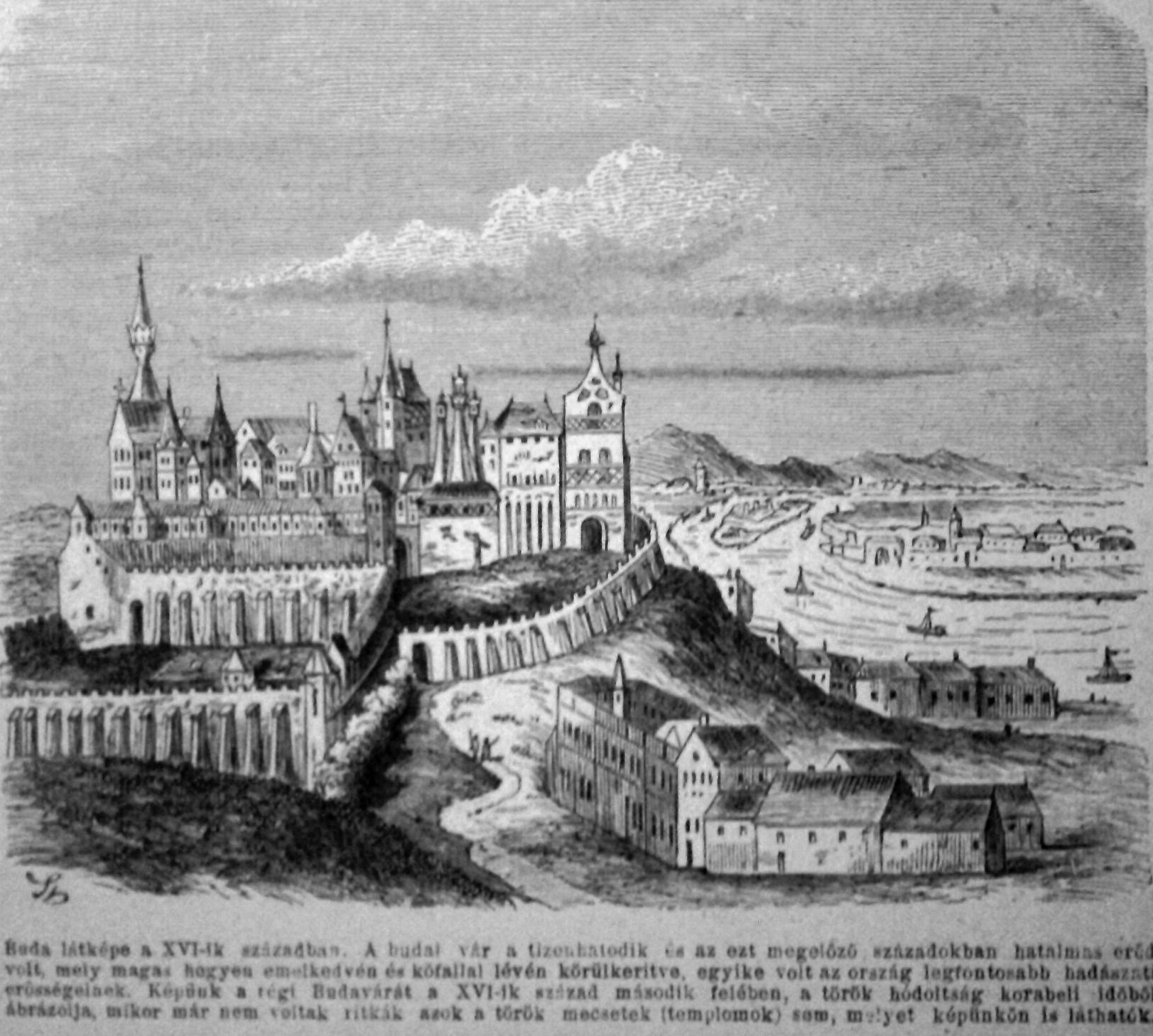
Gravură a castelului din Buda în secolul al XVI-lea.

Apogeul splendorii castelului din Buda a fost atins în perioada Renașterii din secolul al XV-lea, atunci când regele maghiar Matia Corvin a îmbunătățit opera lui Sigismund de Luxemburg și a decorat fațadele exterioare și pereții interiori cu detalii renascentiste. Biserica Mátyás a fost renovată aproape în totalitate, păstrând o mare parte din trăsăturile sale gotice, dar evidențiindu-se în rândul operelor de arhitectură contemporane. Prin castel au trecut nenumărați muzicieni, scriitori, pictori, astronomi și tot felul de personalități din perioada Renașterii, clădirea devenind astfel unul dintre cele mai importante puncte de întâlnire din întreaga Europă Centrală și de Est.
După moartea lui Matia, castelul și-a păstrat importanța sa proprie, până ce istoria maghiară a fost modificată în 1526, atunci când turcii otomani au învins oștile maghiare în Bătălia de la Mohács, iar regele Ludovic al II-lea al Ungariei a fost ucis în luptă. Coroana maghiară a fost disputată de către voievodul Transilvaniei, contele maghiar Ioan I Zápolya, și principele german Ferdinand I de Habsburg, cei doi fiind încoronați ca regi ai Ungariei.
Mai târziu, a fost încheiat un pact secret prin care Zápolya ceda regatul după moartea sa lui Ferdinand, pact ce a fost aflat de către sultanul turc Soliman Magnificul. Enervat, el a ordonat în 1541 ca armatele otomane să distrugă întreaga rezistență maghiară și să ocupe Castelul Buda. Fortăreața a fost menținută apoi timp de aproape 160 de ani în mâinile turcilor, care au ocupat regiunea centrală a Ungariei și au păstrat Principatul Transilvaniei ca un stat vasal al lor.
După ce sultanul a încercat fără succes să ocupe Viena în anul 1683, armatele germane trimise de Leopold I de Habsburg, rege al Ungariei și împărat german, s-au mobilizat pe teritoriul Ungariei în 1686 și au reușit să-i alunge pe turci din Castelul Buda. Regatul ungar a fost reunificat și Buda a rămas cel mai important oraș, dar, cu toate acestea, regii habsburgici care conduceau Ungaria au locuit la Viena, curtea regală rămânând în acel oraș.

### Epoca modernă
După recuperarea fortăreței și a orașului din mâinile turcilor, castelul a fost reconstruit și restaurat în profunzime, deoarece multe ziduri, edificii și turnuri fuseseră transformate în ruine de loviturile de tun din timpul Asediului Budei (1686). Maria Tereza a Austriei, Franz Joseph I și alți monarhi ai Casei de Habsburg au realizat schimbări profunde de-a lungul secolelor, investind cantități mari de resurse și bani în crearea unei reședințe regale în Castelul Buda. În secolul al XIX-lea, remodelările și restaurările au fost planificate și realizate mai întâi de Miklós Ybl și apoi de Alajos Hauszmann.

### Asediul din 1944-1945
Castelul Buda a fost ultimul bastion al forțelor Axei din Regatul Ungariei în timpul asediului din Budapesta din 1944-1945. Luptele cu arme grele și focurile de artilerie au transformat din nou palatul într-un morman de ruine. Ca o ultimă soluție, apărătorii au încercat să spargă blocada sovietică, dar au eșuat complet, 90% dintre soldații lor rămânând în totalitate pe străzile din apropierea castelului. Probabil rușii le cunoșteau planurile și au plecat imediat în urmărirea lor cu arme grele pentru a le bloca posibilele căi de salvare. Aceasta este considerată de către mulți istorici ca una dintre cele mai mari catastrofe militare din istoria maghiară, comparabilă cu bătălia de la Stalingrad din 1943.

### Acces turistic
Una dintre cele mai simple căi de acces este din piața Széll Kálmán (unde se ajunge cu metroul 2/roșu sau cu tramvaiul 4/6) și de acolo cu autobuzul 16 care pleacă din strada Várfok. Acest autobuz este cunoscut sub numele de „várbusz”, adică „autobuzul castelului” și ajunge la partea de sus a complexului palatului.

## Imagini

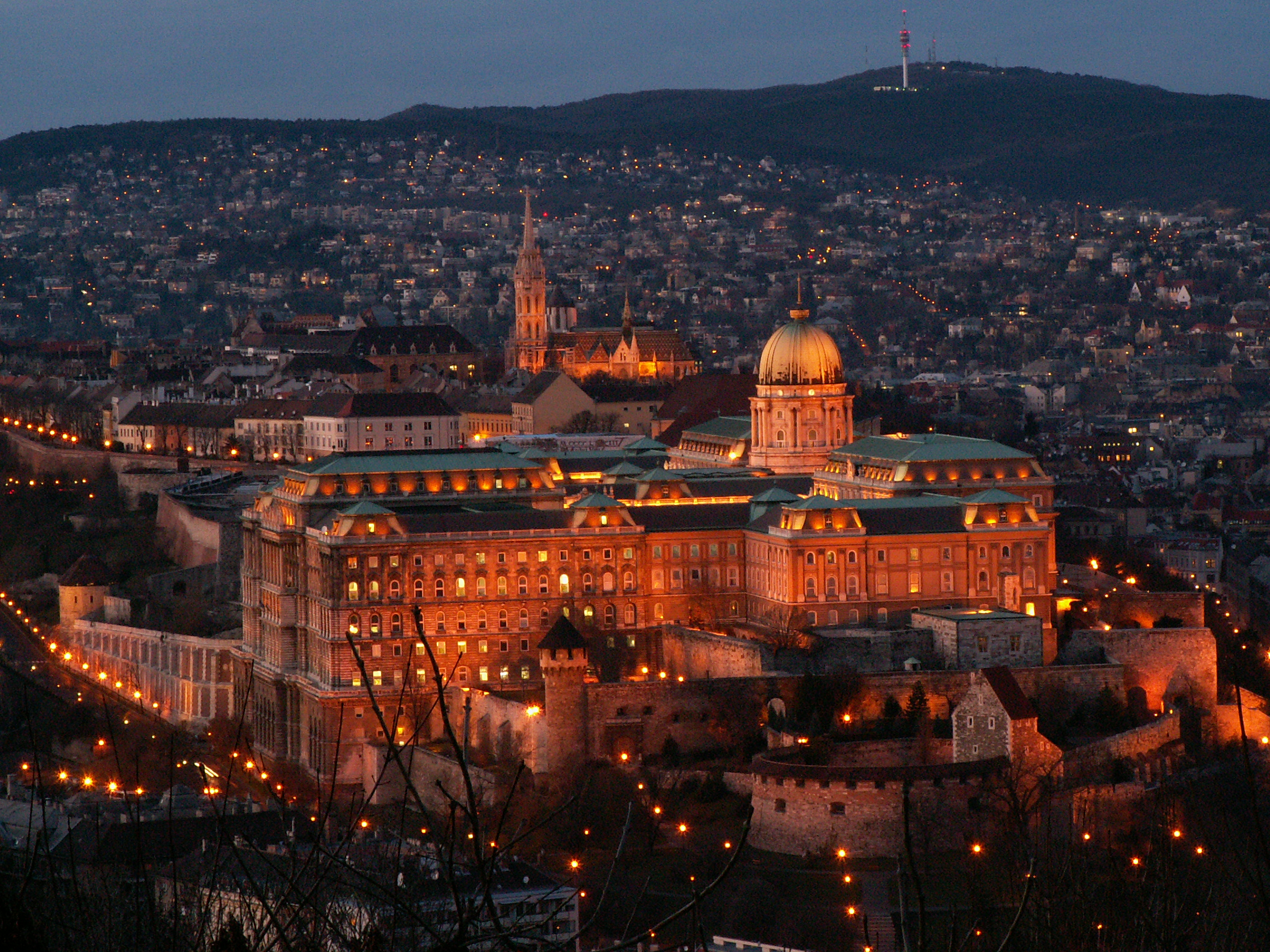
Vedere nocturnă a castelului
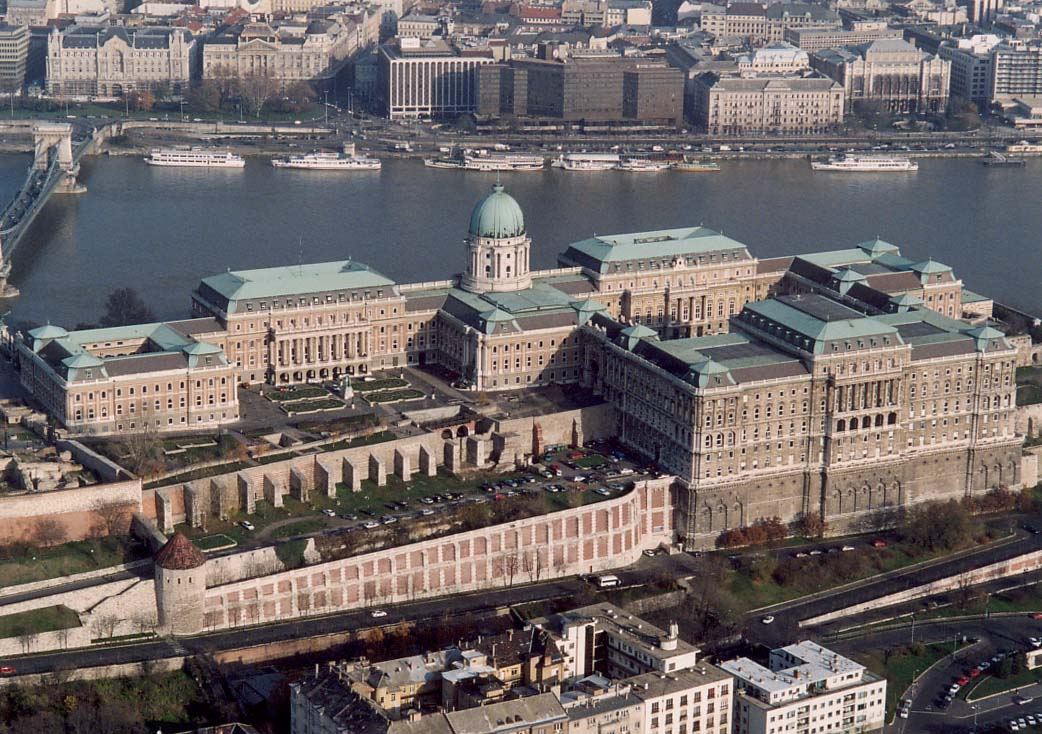
Vedere aeriană a castelului
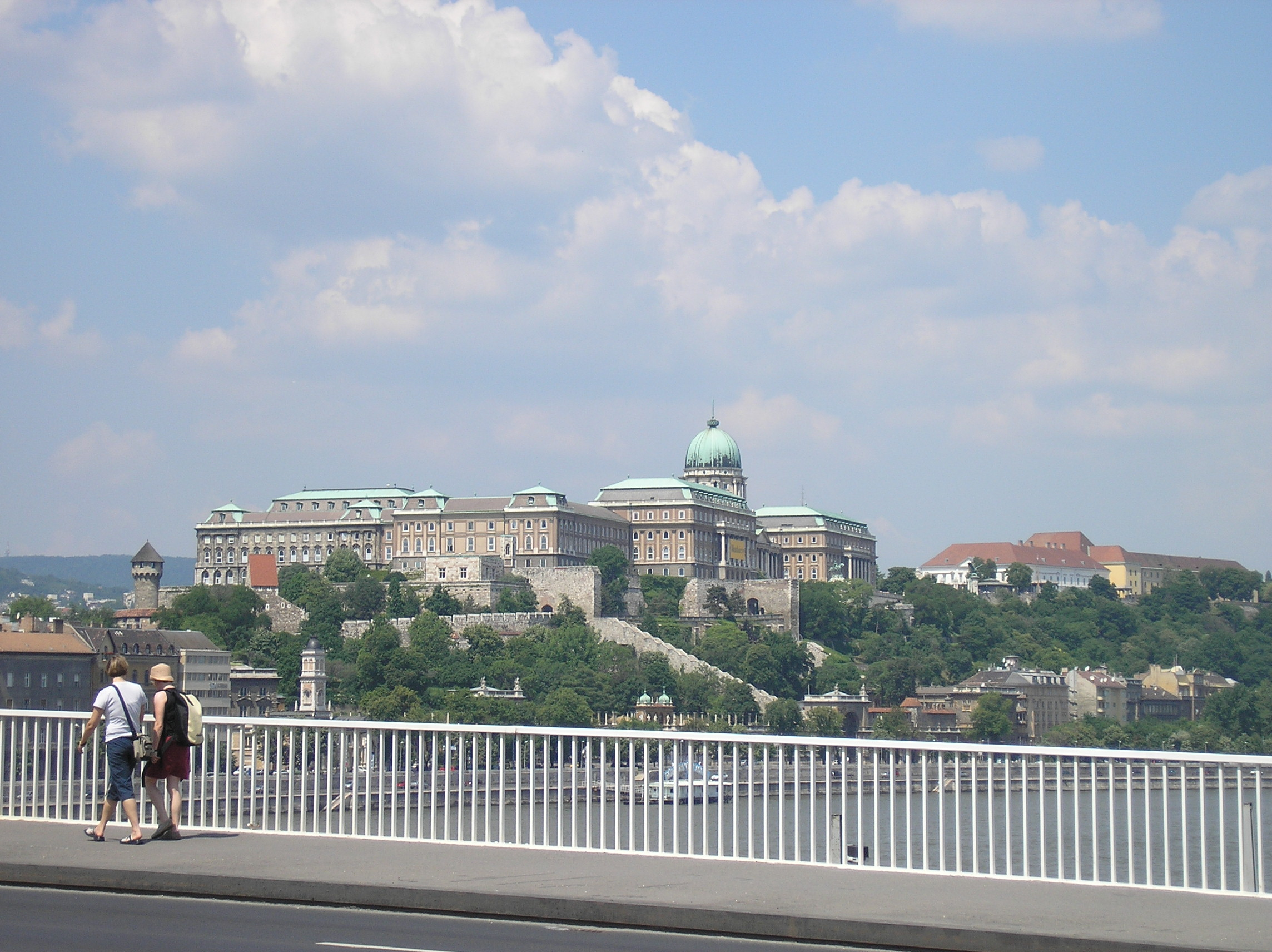
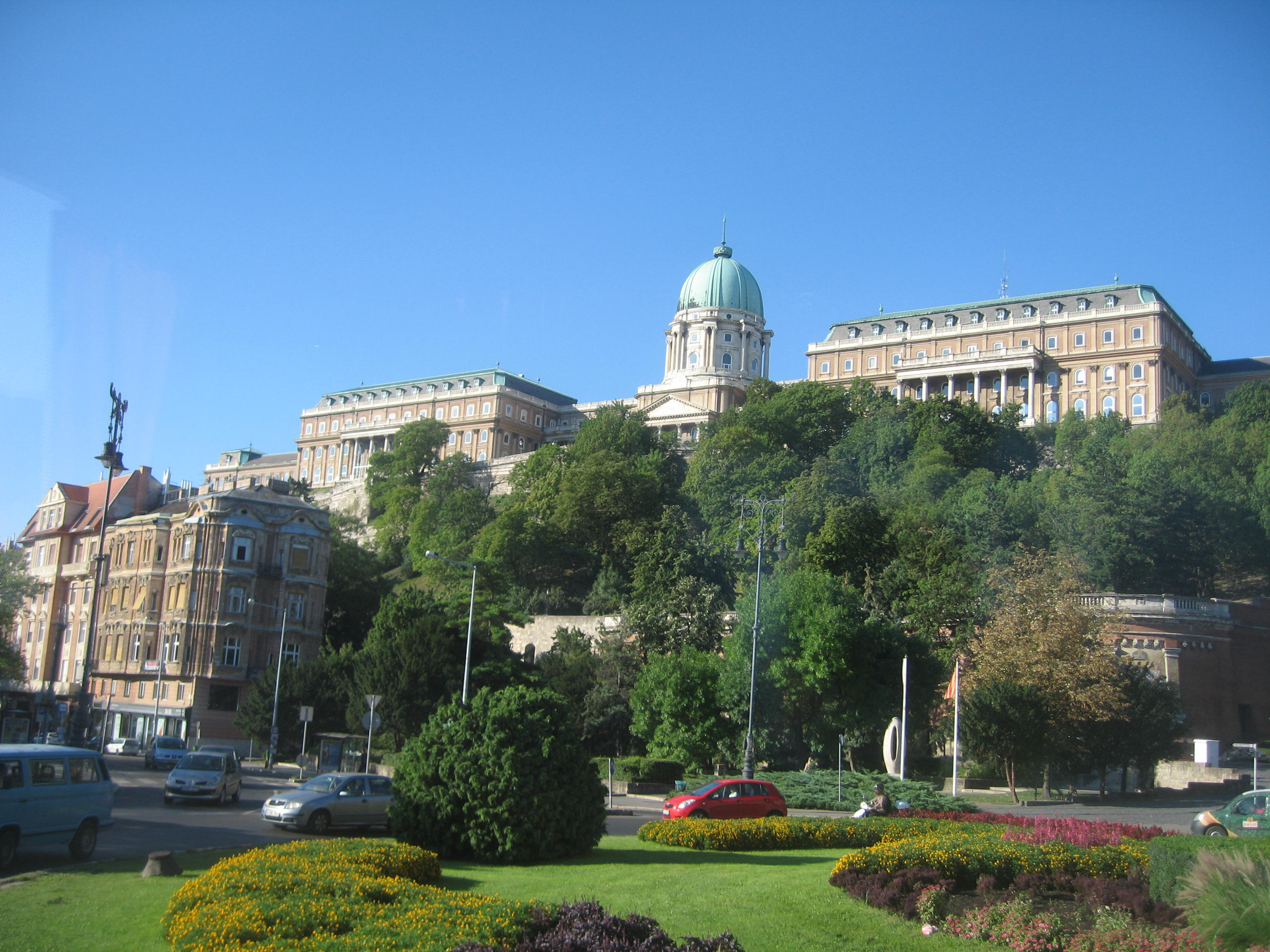
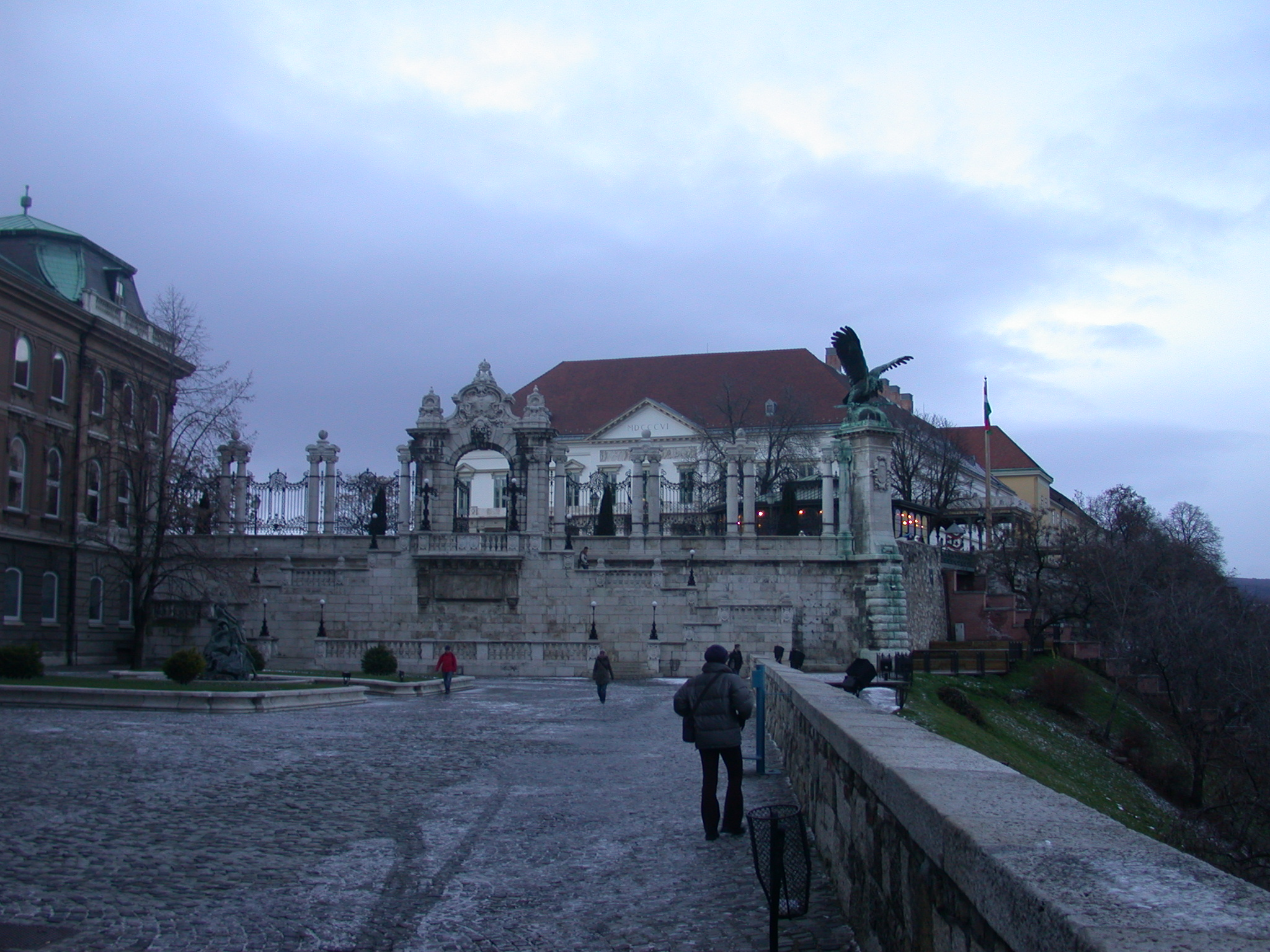
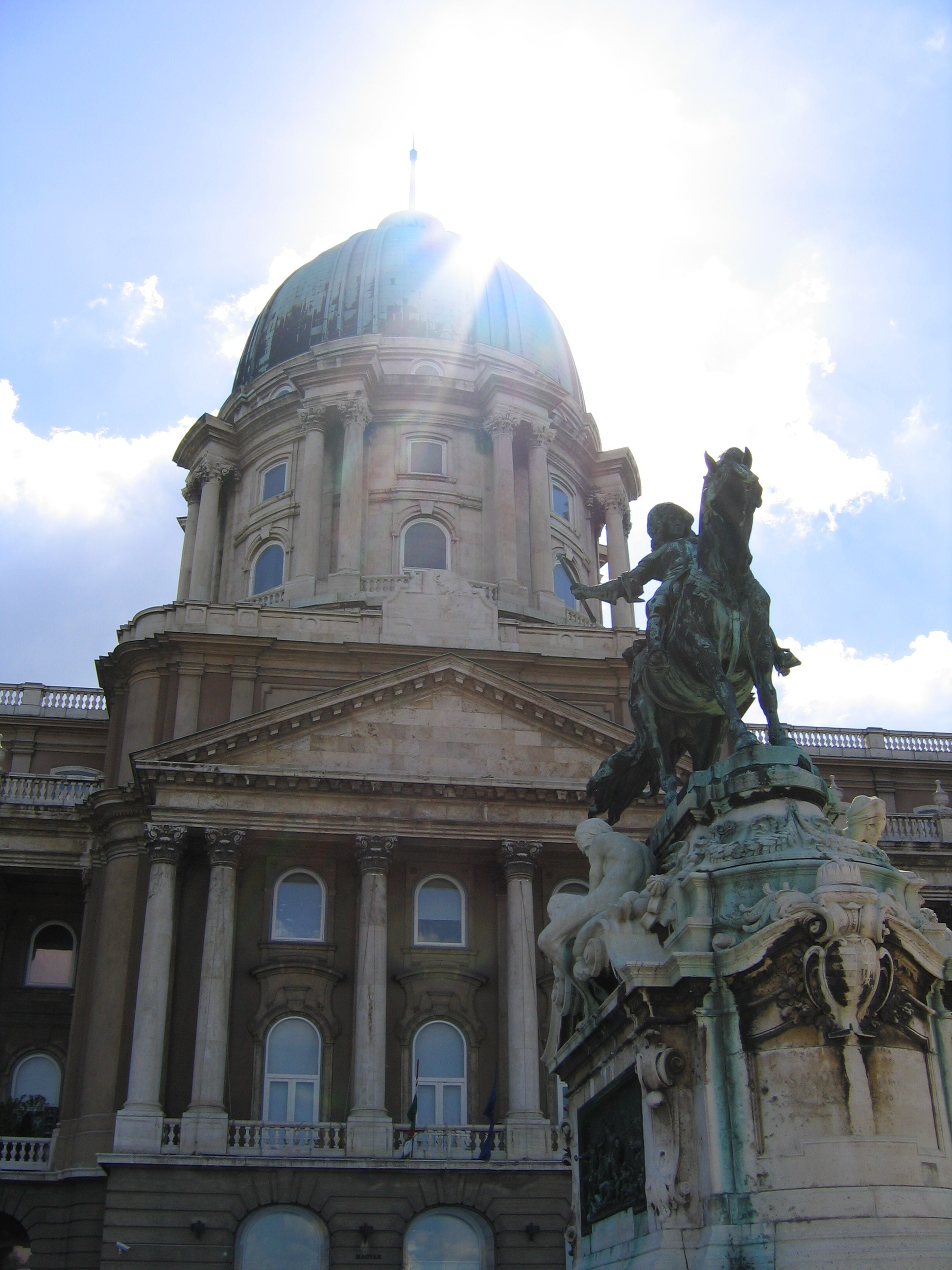
Statuia ecvestră a ducelui Eugeniu de Savoia, eliberatorul Budei în 1686.
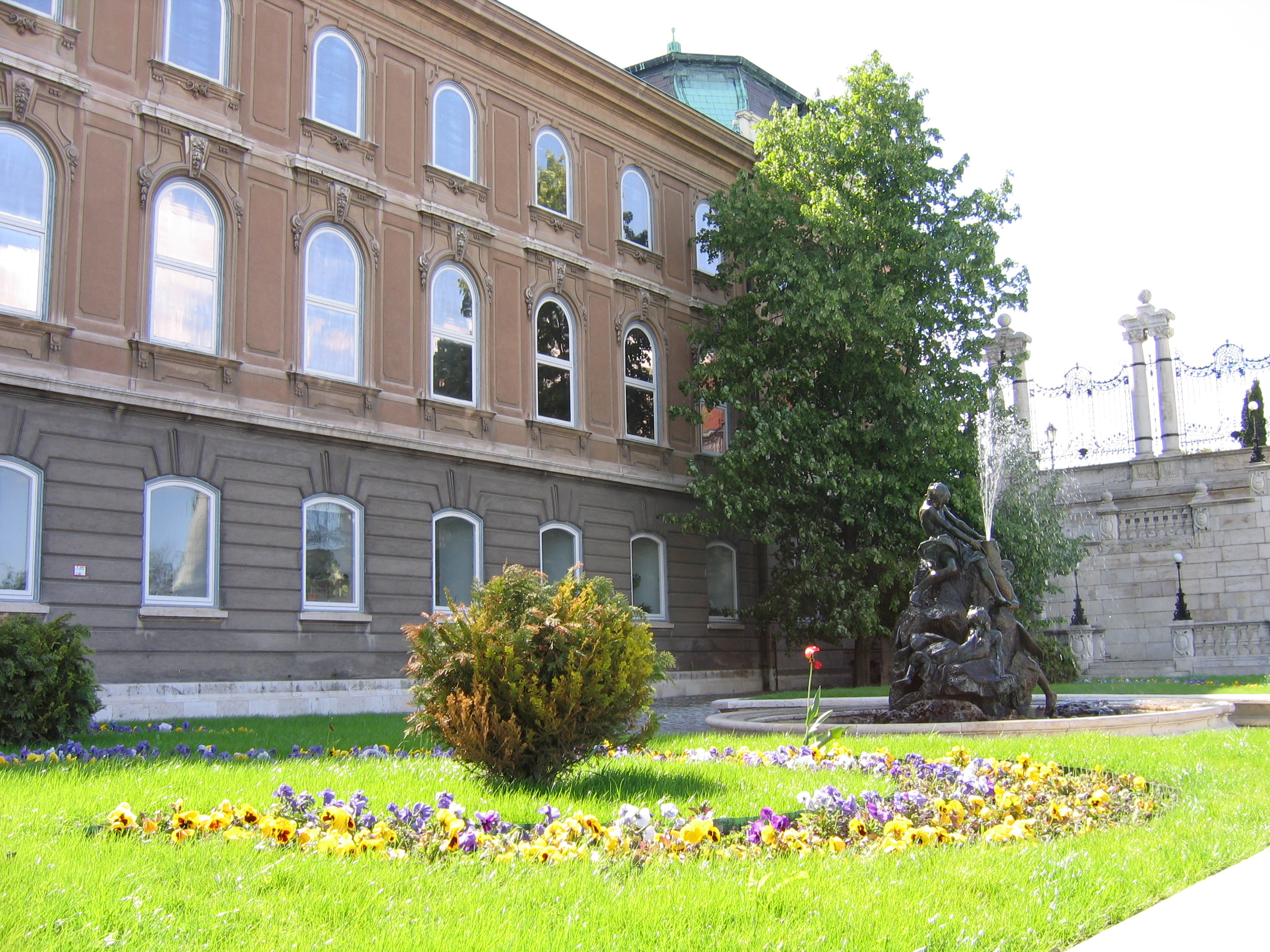
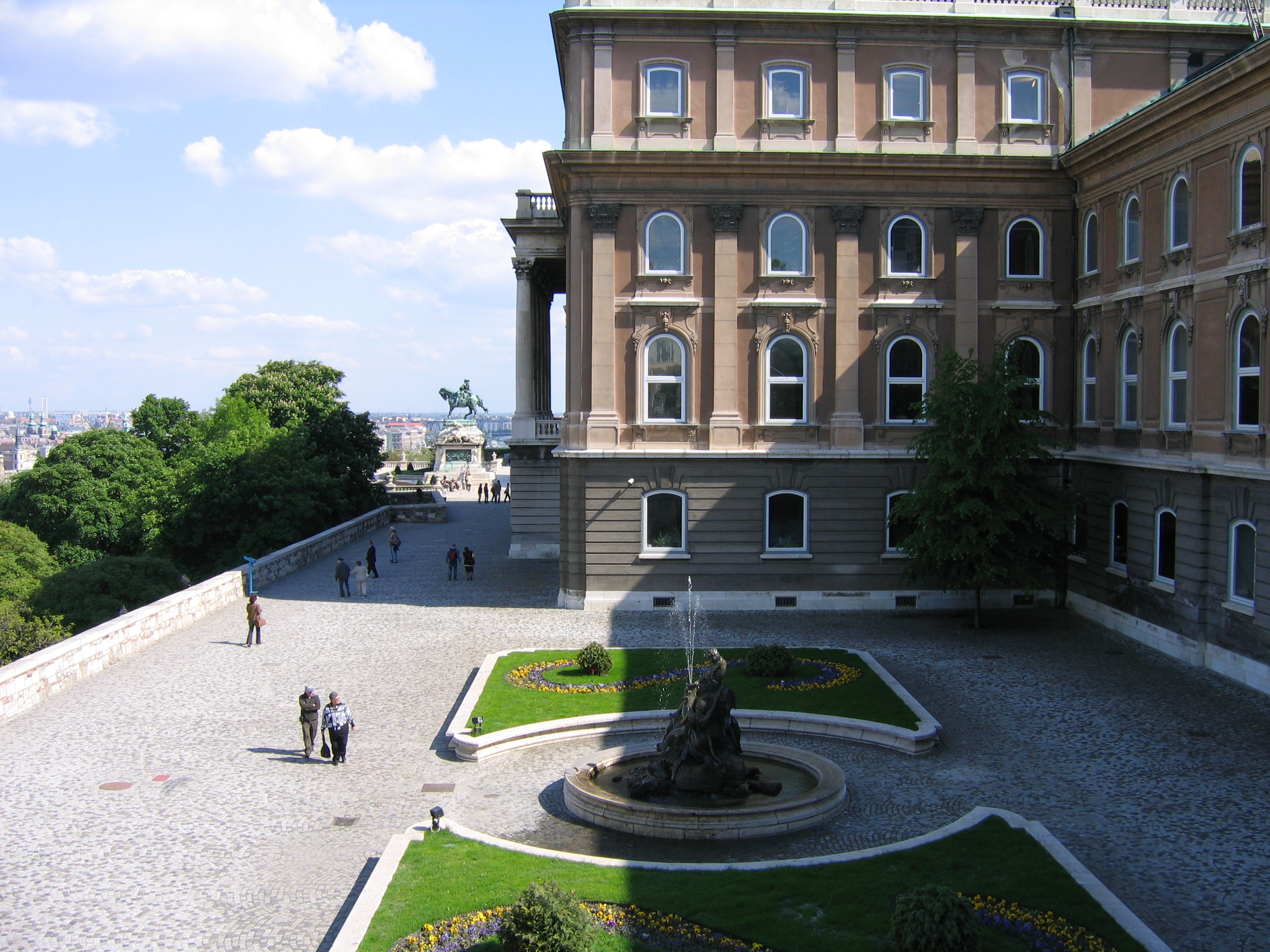
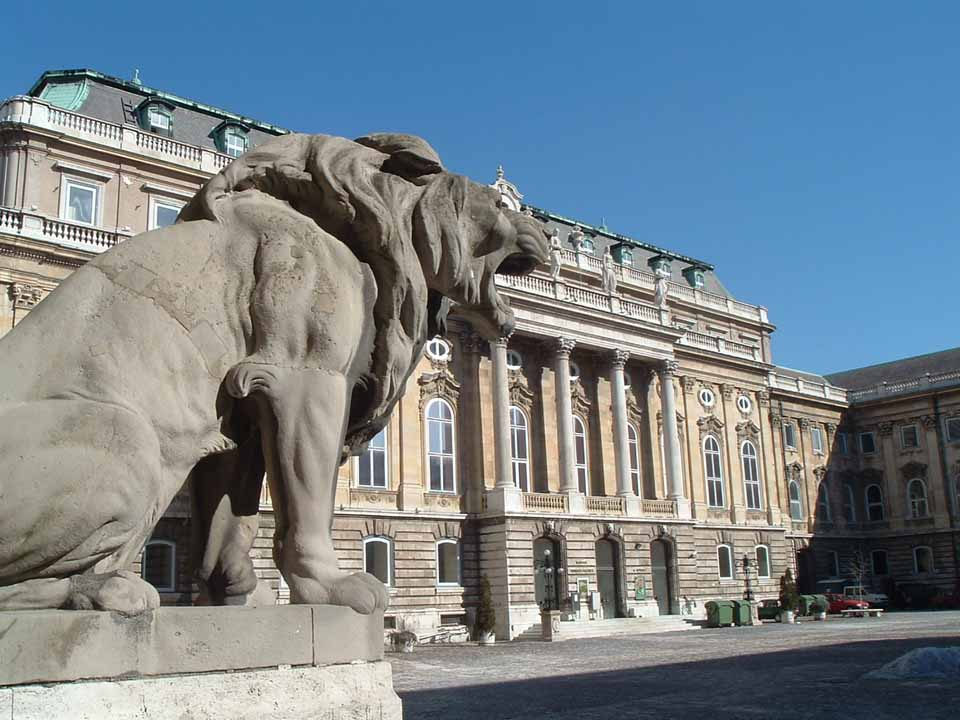
Unul din leii realizați de János Fadrusz